# Saidat Onanuga
Saidat Onanuga (sinh ngày 18 tháng 6 năm 1974) là một cựu vận động viên chạy nước rút và điền kinh người Nigeria chuyên về 400 mét. Cô cũng thi đấu trong các chướng ngại vật 400 mét. Cô đại diện cho Nigeria tại Giải vô địch thế giới về điền kinh năm 1997, thi đấu như một người thay thế tiếp sức.
Onanuga bắt đầu sự nghiệp của mình trong 800 mét, giành được các danh hiệu quốc gia Nigeria vào năm 1990 và 1991 trước khi chuyển sang 400 m nước rút và vượt rào. Một sự xuất hiện tại Giải vô địch thế giới thiếu niên năm 1992 về điền kinh đã đến ngay sau đó.
Cô đã trở thành một người cao cấp tại Giải vô địch châu Phi năm 1996 về điền kinh, nơi cô là người giành huy chương vàng ở cả 400   m và 400   m vượt rào. Cô đã giành được vàng thứ ba của giải đấu trong cuộc tiếp sức 4 × 400 mét. Đây là đỉnh cao trong sự nghiệp của cá nhân cô, mặc dù cô đã giành được huy chương đồng và tiếp sức vàng tại cả Giải vô địch châu Phi năm 1998 về điền kinh và Đại hội Thể thao toàn châu Phi 1999.
Onanuga đã tham gia các cuộc thi đại học ở Mỹ cho các Thợ mỏ UTEP. Các cuộc thi của Đại hội Thể thao Đại học Nigeria cho phép tài năng thể thao của Onanuga được xác định và dẫn đến việc cô được tuyển dụng bởi một trường đại học Mỹ - một hiện tượng đang phát triển trong thời kỳ đó.

## Cuộc thi quốc tế
| Năm  | Giải đấu                   | Địa điểm                   | Thứ hạng    | Nội dung      | Chú thích |
| ---- | -------------------------- | -------------------------- | ----------- | ------------- | --------- |
| 1992 | World Junior Championships | Seoul, Korea               | 5th (heats) | 400 m         | 55.61     |
| 1996 | African Championships      | Yaoundé, Cameroon          | 1st         | 400 m         | 52.85     |
| 1996 | African Championships      | Yaoundé, Cameroon          | 1st         | 400 m hurdles | 56.64     |
| 1996 | African Championships      | Yaoundé, Cameroon          | 1st         | 4 × 400 m     | 3:39.20   |
| 1997 | World Championships        | Athens, Greece             | 7th (heats) | 4 × 400 m     | 3:27.94   |
| 1998 | African Championships      | Dakar, Senegal             | 3rd         | 400 m hurdles | 56.84     |
| 1998 | African Championships      | Dakar, Senegal             | 1st         | 4 × 400 m     | 3:31.07   |
| 1999 | All-Africa Games           | Johannesburg, South Africa | 3rd         | 400 m hurdles | 58.34     |
| 1999 | All-Africa Games           | Johannesburg, South Africa | 1st         | 4 × 400 m     | 3:29.22   |

## Danh hiệu quốc gia
- Giải vô địch điền kinh Nigeria [3]
  - 800 mét: 1990, 1991
  - Vượt rào 400 mét: 1993, 1999